# Lista celor mai bine vândute single-uri
Conform Guinness World Records, cântecul „White Christmas” (1942) de Bing Crosby este cel mai bine vândut single din lume din toate timpurile, cu vânzări estimate la peste 50 de milioane de copii. Cântecul a fost lansat înainte de „era” clasamentelor muzicale pop/rock și a fost prezentat ca „cel mai bine vândut single din lume” în prima ediție publicată a Guinness Book of Records (1955), menținându-și acest titlu mai bine de 50 de ani. Guinness World Records constată că single-ul double A-side „Candle in the Wind 1997”/„Something About the Way You Look Tonight” (1997) de Elton John, un tribut pentru Diana, Prințesă de Wales, este „cel mai bine vândut single de la lansarea clasamentelor muzicale UK și US în anii 1950, înregistrând vânzări mondiale de peste 33 de milioane de copii”, ceea ce-l face al doilea cel mai bine vândut single din toate timpurile.
Artiștii cu cele mai multe single-uri (inclusiv creditări „feature”) din lista aceasta sunt Rihanna și Katy Perry cu câte 9 single-uri fiecare; urmate de Elvis Presley cu 6, și will.i.am și The Black Eyed Peas câte 6 ori, incluzând colaborări. Britney Spears, Bruno Mars, Flo Rida, Lady Gaga și Shakira apar în listă fiecare câte 5 ori. Iar, Paul McCartney și George Harrison apar fiecare câte 5 ori: câte patru ori cu The Beatles, Paul McCartney având un feature cu Wings iar George Harrison cu o piesă solo.
Întrucât trendul actual în care site-urile muzicale comerciale vând mai mult piese single decât albume întregi, lista este împărțită între single-uri digitale și single-uri fizice (CD și discuri de vinil).
Cursiv sunt listate single-urile vânzările cărora sunt compilație a vânzărilor din piețele disponibile, în loc de o cifră vânzări globală. Aceste cifre, prin urmare, nu sunt nici complete, nici definitive.

## Cele mai bine vândute single-uri fizice

### 15 milioane de copii sau mai mult
| Artist                  | Single                                                               | Lansat | Gen                                | Vânzări (în milioane) | Sursa        |
| ----------------------- | -------------------------------------------------------------------- | ------ | ---------------------------------- | --------------------- | ------------ |
| Bing Crosby             | „White Christmas”                                                    | 1942   | De Crăciun, pop                    | 50                    | [ 2 ]        |
| Elton John              | „Candle in the Wind 1997”/„Something About the Way You Look Tonight” | 1997   | Soft rock, symphonic rock          | 33                    | [ 2 ]        |
| Bing Crosby             | „Silent Night”                                                       | 1935   | De Crăciun, pop                    | 30                    | [ 3 ]        |
| Mungo Jerry             | „In the Summertime”                                                  | 1970   | Skiffle                            | 30                    | [ 4 ] [ 5 ]  |
| Bill Haley & His Comets | „Rock Around the Clock”                                              | 1954   | Rock and roll, rockabilly, country | 25                    | [ 6 ]        |
| Domenico Modugno        | „Nel blu dipinto di blu (Volare)”                                    | 1958   | Pop                                | 22                    | [ 7 ]        |
| Whitney Houston         | „I Will Always Love You”                                             | 1992   | R&B                                | 20                    | [ 8 ] [ 9 ]  |
| Elvis Presley           | „It's Now or Never”                                                  | 1960   | Pop                                | 20                    | [ 3 ] [ 10 ] |
| USA for Africa          | „We Are the World”                                                   | 1985   | Pop, gospel                        | 20                    | [ 11 ]       |
| The Ink Spots           | „If I Didn't Care”                                                   | 1939   | Rhythm and blues, barbershop       | 19                    | [ 12 ]       |
| Celine Dion             | „My Heart Will Go On”                                                | 1997   | Pop                                | 15                    | [ 13 ]       |

### 10—14,9 milioane de copii
| Artist                             | Single                            | Lansat | Gen                                             | Vânzări (în milioane) | Sursa         |
| ---------------------------------- | --------------------------------- | ------ | ----------------------------------------------- | --------------------- | ------------- |
| Mariah Carey                       | „All I Want for Christmas Is You” | 1994   | De Crăciun, pop, R&B, dance-pop                 | 14                    | [ 14 ]        |
| Gloria Gaynor                      | „I Will Survive”                  | 1978   | Disco                                           | 14                    | [ 15 ]        |
| Scorpions                          | „Wind of Change”                  | 1991   | Rock, hard rock                                 | 14                    | [ 16 ]        |
| Kyu Sakamoto                       | „Sukiyaki”                        | 1961   | Pop, kayōkyoku, J-pop                           | 13                    | [ 17 ]        |
| Trio                               | „Da Da Da”                        | 1981   | Neue Deutsche Welle                             | 13                    | [ 18 ]        |
| Gene Autry                         | „Rudolph the Red-Nosed Reindeer”  | 1949   | De Crăciun                                      | 12.5                  | [ 19 ]        |
| The Beatles                        | „I Want to Hold Your Hand”        | 1963   | Rock, pop                                       | 12                    | [ 3 ]         |
| Andrea Bocelli and Sarah Brightman | „Time to Say Goodbye”             | 1996   | Pop opera                                       | 12                    | [ 20 ]        |
| Village People                     | „Y.M.C.A.”                        | 1978   | Disco                                           | 12                    | [ 21 ]        |
| Band Aid                           | „Do They Know It's Christmas?”    | 1984   | New wave, synthpop, De Crăciun                  | 11.7                  | [ 22 ]        |
| Carl Douglas                       | „Kung Fu Fighting”                | 1974   | Disco                                           | 11                    | [ 23 ] [ 24 ] |
| George McCrae                      | „Rock Your Baby”                  | 1974   | Disco                                           | 11                    | [ 3 ]         |
| Mills Brothers                     | „Paper Doll”                      | 1943   | Country                                         | 11                    | [ 3 ]         |
| Roger Whittaker                    | „The Last Farewell”               | 1971   | Pop                                             | 11                    | [ 25 ]        |
| Roy Acuff                          | „Wabash Cannonball”               | 1942   | Country                                         | 10                    | [ 3 ]         |
| Paul Anka                          | „Diana”                           | 1957   | Pop                                             | 10                    | [ 26 ] [ 27 ] |
| Toni Braxton                       | „Un-Break My Heart”               | 1996   | R&B, pop                                        | 10                    | [ 28 ]        |
| Cher                               | „Believe”                         | 1998   | Dance-pop, Eurodance, house                     | 10                    | [ 29 ]        |
| Los del Río                        | „Macarena”                        | 1995   | Dance-pop, flamenco                             | 10                    | [ 30 ]        |
| Middle of the Road                 | „Chirpy Chirpy Cheep Cheep”       | 1971   | Pop                                             | 10                    | [ 3 ]         |
| The Monkees                        | „I'm a Believer”                  | 1966   | Pop rock                                        | 10                    | [ 3 ] [ 31 ]  |
| Panjabi MC                         | „Mundian To Bach Ke”              | 1998   | Electronica, bhangra, hip hop alternativ        | 10                    | [ 32 ]        |
| The Penguins                       | „Earth Angel”                     | 1954   | Doo-wop, rhythm and blues                       | 10                    | [ 33 ]        |
| Elvis Presley                      | „Hound Dog”                       | 1956   | Rock and roll                                   | 10                    | [ 34 ]        |
| Procol Harum                       | „A Whiter Shade of Pale”          | 1967   | Psychedelic rock, progressive rock, baroque pop | 10                    | [ 3 ]         |
| Britney Spears                     | „...Baby One More Time”           | 1998   | Teen pop, dance-pop                             | 10                    | [ 35 ]        |

### 8—9,9 milioane de copii
| Artist          | Single                              | Lansat | Gen                                     | Vânzări (în milioane) | Sursa         |
| --------------- | ----------------------------------- | ------ | --------------------------------------- | --------------------- | ------------- |
| Survivor        | „Eye of the Tiger”                  | 1982   | Hard rock                               | 9.14                  | [ 36 ] [ 37 ] |
| Wings           | „Mull of Kintyre”                   | 1977   | Muzică scoțiană, vals, folk             | 9                     | [ 38 ]        |
| Bryan Adams     | „(Everything I Do) I Do It for You” | 1991   | Soft rock                               | 8                     | [ 39 ]        |
| The Animals     | „The House of the Rising Sun”       | 1964   | Blues rock, folk rock, psychedelic rock | 8                     | [ 40 ]        |
| Aqua            | „Barbie Girl”                       | 1997   | Dance-pop                               | 8                     | [ 41 ]        |
| The Beatles     | „Hey Jude”                          | 1968   | Rock, pop rock                          | 8                     | [ 42 ]        |
| Paul Hardcastle | „19”                                | 1985   | Synthpop, electro                       | 8                     | [ 43 ]        |
| Mary Hopkin     | „Those Were the Days”               | 1968   | Folk                                    | 8                     | [ 3 ]         |
| Mahalia Jackson | „Move On Up a Little Higher”        | 1948   | Gospel                                  | 8                     | [ 44 ]        |
| Modern Talking  | „You're My Heart, You're My Soul”   | 1984   | Europop, synthpop                       | 8                     | [ 45 ]        |
| Nirvana         | „Smells Like Teen Spirit”           | 1991   | Grunge, rock alternativ                 | 8                     | [ 46 ]        |
| O-Zone          | „Dragostea din tei”                 | 2003   | Eurodance, pop                          | 8                     | [ 47 ]        |
| Freddy Quinn    | „Heimweh”                           | 1956   | Pop                                     | 8                     | [ 48 ]        |
| Shocking Blue   | „Venus”                             | 1969   | Folk rock, psychedelic rock             | 8                     | [ 3 ]         |

### 7—7,9 milioane de copii
| Artist                             | Single                                                 | Lansat | Gen                         | Vânzări (în milioane) | Sursa         |
| ---------------------------------- | ------------------------------------------------------ | ------ | --------------------------- | --------------------- | ------------- |
| Shocking Blue                      | „Venus”                                                | 1969   | Blues rock, garage rock     | 7.6                   | [ 49 ] [ 50 ] |
| Puff Daddy feat Faith Evans și 112 | „I'll Be Missing You”                                  | 1997   | Hip hop, R&B                | 7.11                  | [ 37 ] [ 51 ] |
| The Beatles                        | „Can't Buy Me Love”                                    | 1964   | Pop rock                    | 7                     | [ 3 ]         |
| The Black Crowes                   | „Hard to Handle”                                       | 1990   | Hard rock, blues rock       | 7                     | [ 52 ]        |
| Chic                               | „Le Freak”                                             | 1978   | Disco                       | 7                     | [ 53 ]        |
| Danyel Gérard                      | „Butterfly”                                            | 1971   | Pop                         | 7                     | [ 3 ] [ 54 ]  |
| Las Ketchup                        | „The Ketchup Song (Aserejé)”                           | 2002   | pop latino                  | 7                     | [ 55 ]        |
| Scott McKenzie                     | „San Francisco (Be Sure to Wear Flowers in Your Hair)” | 1967   | Psychedelic pop             | 7                     | [ 56 ]        |
| Queen                              | „Another One Bites the Dust”                           | 1980   | Funk rock, disco            | 7                     | [ 57 ]        |
| Julie Rogers                       | „The Wedding”                                          | 1964   | Pop                         | 7                     | [ 3 ] [ 58 ]  |
| Royal Scots Dragoon Guards         | „Amazing Grace”                                        | 1972   | Gospel                      | 7                     | [ 3 ] [ 59 ]  |
| Roy Orbison                        | „Oh, Pretty Woman”                                     | 1964   | Rock and roll, country rock | 7                     | [ 60 ]        |
| Spice Girls                        | „Wannabe”                                              | 1996   | Dance-pop, pop-rap          | 7                     | [ 61 ]        |
| Ricky Valance                      | „Tell Laura I Love Her”                                | 1960   | Pop                         | 7                     | [ 62 ]        |

### 6—6,9 milioane de copii
| Artist                              | Single                                                     | Lansat | Gen                                           | Vânzări (în milioane) | Sursa         |
| ----------------------------------- | ---------------------------------------------------------- | ------ | --------------------------------------------- | --------------------- | ------------- |
| Queen                               | „Bohemian Rhapsody”                                        | 1976   | Rock                                          | 6.7                   | [ 37 ] [ 63 ] |
| John Travolta și Olivia Newton-John | „You're the One That I Want”                               | 1978   | Pop                                           | 6.59                  | [ 37 ] [ 64 ] |
| Culture Club                        | „Do You Really Want to Hurt Me”                            | 1982   | New wave, blue-eyed soul, reggae              | 6.5                   | [ 65 ]        |
| Michael Jackson                     | „Billie Jean”                                              | 1983   | Post-disco, rhythm and blues, funk, dance-pop | 6.43                  | [ 66 ] [ 67 ] |
| ABBA                                | „Fernando”                                                 | 1976   | Pop, folk                                     | 6                     | [ 68 ]        |
| The Archies                         | „Sugar, Sugar”                                             | 1969   | Bubblegum pop                                 | 6                     | [ 3 ]         |
| Brotherhood of Man                  | „Save Your Kisses for Me”                                  | 1976   | Pop, MOR                                      | 6                     | [ 69 ]        |
| Coolio feat. L.V.                   | „Gangsta's Paradise”                                       | 1995   | West Coast hip hop, gangsta rap, G-funk       | 6                     | [ 70 ] [ 71 ] |
| Bing Crosby și The Andrews Sisters  | „Jingle Bells”                                             | 1943   | De Crăciun, pop                               | 6                     | [ 3 ]         |
| Vernon Dalhart                      | „The Prisoner's Song”                                      | 1924   | Country                                       | 6                     | [ 3 ]         |
| Dawn feat. Tony Orlando             | „Tie a Yellow Ribbon Round the Ole Oak Tree”               | 1973   | Pop                                           | 6                     | [ 3 ] [ 72 ]  |
| Neil Diamond                        | „Cracklin' Rosie”                                          | 1970   | Soft rock                                     | 6                     | [ 3 ]         |
| The Jackson 5                       | „I Want You Back”                                          | 1969   | Rhythm and blues, funk, pop                   | 6                     | [ 73 ]        |
| Janet Jackson                       | „Together Again”                                           | 1997   | Dance, house                                  | 6                     | [ 74 ]        |
| Jerry Lee Lewis                     | „Whole Lotta Shakin' Goin' On”                             | 1957   | Rock and roll, rockabilly, country            | 6                     | [ 75 ]        |
| Madonna                             | „Vogue”                                                    | 1990   | Dance-pop, house                              | 6                     | [ 76 ]        |
| George Michael                      | „Careless Whisper”                                         | 1984   | Pop, blue-eyed soul, smooth jazz              | 6                     | [ 77 ]        |
| The New Seekers                     | „I'd Like to Teach the World to Sing (In Perfect Harmony)” | 1971   | Pop, folk                                     | 6                     | [ 3 ]         |
| Tony Orlando și Dawn                | „Knock Three Times”                                        | 1970   | Pop                                           | 6                     | [ 3 ] [ 78 ]  |
| Elvis Presley                       | „Don't Be Cruel”                                           | 1956   | Rock and roll, rockabilly                     | 6                     | [ 79 ]        |
| Harry Simeone Chorale               | „The Little Drummer Boy”                                   | 1958   | De Crăciun, pop                               | 6                     | [ 3 ]         |
| Simon & Garfunkel                   | „Bridge over Troubled Water”                               | 1970   | Folk rock, gospel                             | 6                     | [ 3 ]         |
| Bonnie Tyler                        | „It's a Heartache”                                         | 1977   | Country rock, soft rock                       | 6                     | [ 80 ]        |
| Bonnie Tyler                        | „Total Eclipse of the Heart”                               | 1983   | Soft rock                                     | 6                     | [ 81 ]        |

### 5—5,9 milioane de copii
| Artist                                     | Single                                        | Lansat | Gen                                                       | Vânzări (în milioane) | Sursa         |
| ------------------------------------------ | --------------------------------------------- | ------ | --------------------------------------------------------- | --------------------- | ------------- |
| Michael Jackson                            | „Thriller”                                    | 1983   | Disco, funk                                               | 5.7                   | [ 66 ] [ 82 ] |
| Tino Rossi                                 | „Petit Papa Noël”                             | 1946   | De Crăciun                                                | 5.7                   | [ 83 ]        |
| Christina Aguilera, Lil' Kim, Mýa and Pink | „Lady Marmalade”                              | 2001   | R&B, hip hop soul                                         | 5.2                   | [ 84 ]        |
| Bee Gees                                   | „Stayin' Alive”                               | 1977   | Disco                                                     | 5.1                   | [ 85 ]        |
| 1910 Fruitgum Company                      | „Simon Says”                                  | 1967   | Bubblegum pop                                             | 5                     | [ 86 ]        |
| ABBA                                       | „Waterloo”                                    | 1974   | Pop rock                                                  | 5                     | [ 3 ]         |
| Gene Austin                                | „My Blue Heaven”                              | 1927   | Pop                                                       | 5                     | [ 3 ] [ 87 ]  |
| Gene Autry                                 | „That Silver-Haired Daddy of Mine”            | 1939   | Country                                                   | 5                     | [ 3 ]         |
| The Beatles                                | „She Loves You”                               | 1963   | Rock and roll, pop                                        | 5                     | [ 3 ]         |
| Bee Gees                                   | „Massachusetts”                               | 1967   | Baroque pop, folk rock                                    | 5                     | [ 3 ] [ 88 ]  |
| Culture Club                               | „Karma Chameleon”                             | 1983   | New wave                                                  | 5                     | [ 89 ]        |
| Eminem feat. Dido                          | „Stan”                                        | 2000   | hip hop alternativ, horrorcore                            | 5                     | [ 90 ]        |
| Enigma                                     | „Sadeness (Part I)”                           | 1990   | New-age, downtempo                                        | 5                     | [ 91 ]        |
| George Harrison                            | „My Sweet Lord”                               | 1970   | Folk rock, gospel                                         | 5                     | [ 3 ]         |
| Engelbert Humperdinck                      | „Release Me”                                  | 1967   | Pop                                                       | 5                     | [ 3 ]         |
| Terry Jacks                                | „Seasons in the Sun”                          | 1974   | Pop                                                       | 5                     | [ 3 ]         |
| The Jackson 5                              | „I'll Be There”                               | 1970   | Rhythm and blues                                          | 5                     | [ 92 ]        |
| Michael Jackson                            | „Beat It”                                     | 1983   | Hard rock, dance-rock                                     | 5                     | [ 66 ] [ 93 ] |
| Tommy James and the Shondells              | „Crimson and Clover”                          | 1968   | Psychedelic pop, psychedelic rock, acid rock, garage rock | 5                     | [ 94 ]        |
| Tom Jones                                  | „Delilah”                                     | 1968   | Pop                                                       | 5                     | [ 3 ]         |
| Kaoma                                      | „Lambada”                                     | 1989   | Lambada                                                   | 5                     | [ 95 ]        |
| Jerry Lee Lewis                            | „Great Balls of Fire”                         | 1957   | Rock and roll, rockabilly, country                        | 5                     | [ 75 ]        |
| Madonna                                    | „Like a Prayer”                               | 1989   | Pop rock                                                  | 5                     | [ 96 ]        |
| Ricky Martin                               | „María”                                       | 1995   | pop latino                                                | 5                     | [ 97 ]        |
| Michael Zager Band                         | „Let's All Chant”                             | 1977   | Disco                                                     | 5                     | [ 98 ] [ 99 ] |
| Mitch Miller                               | „March from the River Kwai”                   | 1957   | March                                                     | 5                     | [ 3 ]         |
| Kylie Minogue                              | „Can't Get You Out of My Head”                | 2001   | Dance-pop                                                 | 5                     | [ 90 ]        |
| The Monkees                                | „Daydream Believer”                           | 1967   | Pop rock                                                  | 5                     | [ 100 ]       |
| Musical Youth                              | „Pass the Dutchie”                            | 1982   | Reggae-pop                                                | 5                     | [ 101 ]       |
| The Partridge Family                       | „I Think I Love You”                          | 1970   | Pop, baroque pop                                          | 5                     | [ 3 ]         |
| Elvis Presley                              | „Are You Lonesome Tonight?”                   | 1960   | Rock                                                      | 5                     | [ 102 ]       |
| Elvis Presley                              | „Surrender”                                   | 1961   | Pop                                                       | 5                     | [ 3 ] [ 103 ] |
| Jeannie C. Riley                           | „Harper Valley PTA”                           | 1968   | Country                                                   | 5                     | [ 3 ]         |
| Nini Rosso                                 | „Il Silenzio”                                 | 1965   | Pop                                                       | 5                     | [ 3 ]         |
| David Seville and the Chipmunks            | „The Chipmunk Song (Christmas Don't Be Late)” | 1958   | De Crăciun, novelty, pop                                  | 5                     | [ 3 ]         |
| Shakira                                    | „Underneath Your Clothes”                     | 2002   | Soft rock                                                 | 5                     | [ 90 ]        |
| Shakira                                    | „Whenever, Wherever”                          | 2001   | Pop, worldbeat                                            | 5                     | [ 90 ]        |
| Britney Spears                             | „Oops!... I Did It Again”                     | 2000   | Teen pop, dance-pop                                       | 5                     | [ 90 ]        |
| Staff Sergeant Barry Sadler                | „Ballad of the Green Berets”                  | 1966   | Country, folk, pop                                        | 5                     | [ 3 ]         |
| Billy Swan                                 | „I Can Help”                                  | 1974   | Pop, country                                              | 5                     | [ 104 ]       |
| Three Dog Night                            | „Joy to the World”                            | 1971   | Rock                                                      | 5                     | [ 3 ]         |
| The Tornados                               | „Telstar”                                     | 1962   | Instrumental rock, space rock                             | 5                     | [ 3 ]         |

## Cele mai bine vândute single-uri digitale

### 10 milioane de copii sau mai mult
| Artist                                 | Single                             | Lansat | Gen                              | Vânzări (în milioane) | Sursa                           |
| -------------------------------------- | ---------------------------------- | ------ | -------------------------------- | --------------------- | ------------------------------- |
| Carly Rae Jepsen                       | „Call Me Maybe”                    | 2011   | Teen pop, dance-pop              | 15.1                  | [ 105 ] [ 106 ] [ 107 ]         |
| The Black Eyed Peas                    | „I Gotta Feeling”                  | 2009   | Hip house, electro hop           | 15                    | [ 108 ]                         |
| Kesha                                  | „TiK ToK”                          | 2009   | Electropop                       | 15                    | [ 108 ]                         |
| Robin Thicke feat. T.I. și Pharrell    | „Blurred Lines”                    | 2013   | R&B, funk                        | 14.8                  | [ 109 ]                         |
| Maroon 5 feat. Christina Aguilera      | „Moves like Jagger”                | 2011   | Dance-pop, electropop            | 14.4                  | [ 110 ] [ 111 ] [ 112 ]         |
| Adele                                  | „Rolling in the Deep”              | 2010   | Pop, soul, blues                 | 14                    | [ 108 ]                         |
| Lady Gaga                              | „Poker Face”                       | 2008   | Electropop                       | 14                    | [ 113 ]                         |
| LMFAO feat. Lauren Bennett și GoonRock | „Party Rock Anthem”                | 2011   | EDM, hip house, electro house    | 14                    | [ 108 ]                         |
| Pharrell Williams                      | „Happy”                            | 2013   | Soul, neo soul                   | 13.9                  | [ 114 ]                         |
| Psy                                    | „Gangnam Style”                    | 2012   | K-pop, dance-pop                 | 13.5                  | [ 105 ] [ 115 ]                 |
| Macklemore și Ryan Lewis feat. Wanz    | „Thrift Shop”                      | 2012   | Comedy hip hop, hipster hop      | 13.4                  | [ 109 ]                         |
| Bruno Mars                             | „Just the Way You Are”             | 2010   | Pop, R&B                         | 13.2                  | [ 111 ] [ 116 ]                 |
| Katy Perry feat. Juicy J               | „Dark Horse”                       | 2013   | Trap, hip hop                    | 13.2                  | [ 114 ]                         |
| Gotye feat. Kimbra                     | „Somebody That I Used to Know”     | 2011   | Indie pop                        | 13                    | [ 108 ] [ 117 ]                 |
| Eminem feat. Rihanna                   | „Love the Way You Lie”             | 2010   | Hip hop                          | 12.8                  | [ 108 ]                         |
| John Legend                            | „All of Me”                        | 2013   | R&B                              | 12.3                  | [ 114 ]                         |
| Jason Mraz                             | „I'm Yours”                        | 2008   | Reggae, folk rock                | 12.2                  | [ 111 ] [ 118 ] [ 119 ] [ 120 ] |
| Flo Rida feat. Kesha                   | „Right Round”                      | 2009   | Electropop, hip hop              | 12                    | [ 121 ]                         |
| Flo Rida feat. T-Pain                  | „Low”                              | 2007   | Hip hop                          | 12                    | [ 122 ]                         |
| Lady Gaga                              | „Bad Romance”                      | 2009   | Dance-pop                        | 12                    | [ 113 ] [ 123 ]                 |
| Avicii feat. Aloe Blacc                | „Wake Me Up”                       | 2013   | EDM, soul, folktronica           | 11.1                  | [ 109 ]                         |
| Katy Perry                             | „Firework”                         | 2010   | Dance-pop, dance-rock            | 11                    | [ 108 ]                         |
| Meghan Trainor                         | „All About That Bass”              | 2014   | Bubblegum pop, doo-wop           | 11                    | [ 114 ]                         |
| Idina Menzel                           | „Let It Go”                        | 2014   | Show tune                        | 10.9                  | [ 114 ]                         |
| The Black Eyed Peas                    | „Boom Boom Pow”                    | 2009   | Electro hop                      | 10.8                  | [ 118 ] [ 124 ] [ 125 ] [ 126 ] |
| Bruno Mars                             | „Grenade”                          | 2010   | Pop, R&B                         | 10.6                  | [ 111 ] [ 116 ]                 |
| Rihanna feat. Calvin Harris            | „We Found Love”                    | 2011   | Electro house                    | 10.5                  | [ 127 ]                         |
| Lady Gaga feat. Colby O'Donis          | „Just Dance”                       | 2008   | Electropop, dance-pop            | 10                    | [ 113 ]                         |
| Lorde                                  | „Royals”                           | 2013   | Art pop, minimal pop, electropop | 10                    | [ 128 ]                         |
| Katy Perry                             | „Roar”                             | 2013   | Power pop                        | 10                    | [ 129 ]                         |
| Rihanna feat. Mikky Ekko               | „Stay”                             | 2013   | Pop, R&B                         | 10                    | [ 130 ]                         |
| Mark Ronson feat. Bruno Mars           | „Uptown Funk”                      | 2014   | Funk, boogie, disco              | 10                    | [ 131 ] [ 132 ]                 |
| Shakira feat. Wyclef Jean              | „Hips Don't Lie”                   | 2006   | Reggaeton, pop latino            | 10                    | [ 133 ]                         |
| Shakira feat. Freshlyground            | „Waka Waka (This Time for Africa)” | 2010   | Pop                              | 10                    | [ 134 ]                         |

### 8—9,9 milioane de copii
| Artist                                                            | Single                  | Lansat | Gen                                       | Vânzări (în milioane) | Sursa                                 |
| ----------------------------------------------------------------- | ----------------------- | ------ | ----------------------------------------- | --------------------- | ------------------------------------- |
| Adele                                                             | „Someone like You”      | 2011   | Soul, pop                                 | 9.9                   | [ 37 ] [ 63 ] [ 111 ] [ 125 ] [ 135 ] |
| Pink feat. Nate Ruess                                             | „Just Give Me a Reason” | 2013   | Pop                                       | 9.9                   | [ 109 ]                               |
| Eminem                                                            | „Lose Yourself”         | 2002   | Hardcore hip hop, rap rock                | 9.7                   | [ 136 ] [ 137 ]                       |
| fun. feat. Janelle Monáe                                          | „We Are Young”          | 2011   | Indie pop, rock alternativ                | 9.6                   | [ 105 ]                               |
| Pitbull feat. Kesha                                               | „Timber”                | 2013   | Dance-pop                                 | 9.6                   | [ 114 ]                               |
| Maroon 5                                                          | „Payphone”              | 2012   | Pop rock                                  | 9.5                   | [ 105 ] [ 110 ]                       |
| Daft Punk feat. Pharrell Williams                                 | „Get Lucky”             | 2013   | Disco                                     | 9.3                   | [ 109 ]                               |
| Iggy Azalea feat. Charli XCX                                      | „Fancy”                 | 2014   | Electro hop                               | 9.1                   | [ 114 ]                               |
| Lil Wayne feat. Static Major                                      | „Lollipop”              | 2008   | Electropop, R&B, dirty rap                | 9.1                   | [ 138 ]                               |
| Ariana Grande feat. Iggy Azalea                                   | „Problem”               | 2014   | Dance-pop, R&B                            | 9                     | [ 114 ]                               |
| Lady Gaga                                                         | „Born This Way”         | 2011   | Electropop, dance-pop                     | 9                     | [ 139 ]                               |
| Madonna                                                           | „Hung Up”               | 2005   | Dance-pop, disco                          | 9                     | [ 76 ]                                |
| Journey                                                           | „Don't Stop Believin'”  | 1981   | Rock                                      | 8.8                   | [ 140 ] [ 141 ] [ 142 ]               |
| Imagine Dragons                                                   | „Radioactive”           | 2012   | rock alternativ, electronic rock, dubstep | 8.6                   | [ 109 ]                               |
| Magic!                                                            | „Rude”                  | 2013   | Pop, reggae fusion                        | 8.6                   | [ 114 ]                               |
| Jennifer Lopez feat. Pitbull                                      | „On the Floor”          | 2011   | Dance, dance-pop, R&B                     | 8.4                   | [ 116 ]                               |
| Bruno Mars                                                        | „When I Was Your Man”   | 2013   | Pop                                       | 8.3                   | [ 109 ]                               |
| Taio Cruz                                                         | „Dynamite”              | 2010   | Dance-pop, electropop                     | 8.3                   | [ 140 ] [ 143 ]                       |
| Taylor Swift                                                      | „Love Story”            | 2008   | Country pop                               | 8.3                   | [ 118 ] [ 144 ]                       |
| Thelma Aoyama                                                     | „Soba ni Iru ne”        | 2008   | J-pop, R&B                                | 8.2                   | [ 138 ]                               |
| Pitbull feat. Ne-Yo, Afrojack și Nayer                            | „Give Me Everything”    | 2011   | Hip house, electro house, dance-pop       | 8.2                   | [ 116 ]                               |
| will.i.am feat. Britney Spears                                    | „Scream & Shout”        | 2012   | Electro house, dance-pop                  | 8.1                   | [ 109 ]                               |
| Miley Cyrus                                                       | „Wrecking Ball”         | 2013   | R&B, dance-pop                            | 8                     | [ 145 ]                               |
| Miley Cyrus                                                       | „We Can't Stop”         | 2013   | Pop, R&B, dance                           | 8                     | [ 145 ]                               |
| Enrique Iglesias feat. Sean Paul, Descemer Bueno și Gente de Zona | „Bailando”              | 2014   | pop latino, dance-pop                     | 8                     | [ 114 ]                               |
| Rihanna feat. Jay Z                                               | „Umbrella”              | 2007   | Electropop, R&B                           | 8                     | [ 146 ] [ 147 ]                       |
| Utada Hikaru                                                      | „Flavor of Life”        | 2007   | Pop                                       | 8                     | [ 148 ]                               |

### 7—7,9 milioane de copii
| Artist                      | Single                             | Lansat | Gen                                 | Vânzări (în milioane) | Sursa                                   |
| --------------------------- | ---------------------------------- | ------ | ----------------------------------- | --------------------- | --------------------------------------- |
| Beyoncé                     | „Single Ladies (Put a Ring on It)” | 2008   | R&B, dance-pop                      | 7.7                   | [ 119 ] [ 125 ] [ 140 ] [ 149 ] [ 150 ] |
| Leona Lewis                 | „Bleeding Love”                    | 2008   | Pop, R&B                            | 7.7                   | [ 138 ]                                 |
| Katy Perry                  | „Hot n Cold”                       | 2008   | Pop, dance-pop                      | 7.7                   | [ 151 ]                                 |
| Katy Perry feat. Snoop Dogg | „California Gurls”                 | 2010   | Disco-pop, funk-pop                 | 7.7                   | [ 125 ] [ 140 ] [ 152 ] [ 153 ]         |
| Rihanna                     | „Diamonds”                         | 2012   | Electronic, pop                     | 7.5                   | [ 154 ]                                 |
| Lady Gaga feat. Beyoncé     | „Telephone”                        | 2010   | Electropop, dance-pop               | 7.4                   | [ 155 ]                                 |
| LMFAO                       | „Sexy and I Know It”               | 2011   | Electropop                          | 7.4                   | [ 156 ]                                 |
| Timbaland feat. OneRepublic | „Apologize”                        | 2007   | Pop, R&B                            | 7.4                   | [ 157 ]                                 |
| The Black Eyed Peas         | „The Time (Dirty Bit)”             | 2010   | Dance, techno                       | 7.3                   | [ 116 ]                                 |
| Avril Lavigne               | „Girlfriend”                       | 2007   | Pop punk, power pop                 | 7.3                   | [ 146 ]                                 |
| Bruno Mars                  | „Locked Out of Heaven”             | 2012   | Reggae rock                         | 7.3                   | [ 158 ]                                 |
| Nicki Minaj                 | „Starships”                        | 2012   | Europop, dance                      | 7.2                   | [ 105 ]                                 |
| Michel Teló                 | „Ai Se Eu Te Pego”                 | 2011   | Sertanejo universitário, pop latino | 7.2                   | [ 105 ]                                 |
| Coldplay                    | „Viva la Vida”                     | 2008   | Baroque pop                         | 7.1                   | [ 140 ] [ 159 ]                         |
| One Direction               | „What Makes You Beautiful”         | 2011   | Teen pop                            | 7.1                   | [ 160 ] [ 161 ]                         |
| Florida Georgia Line        | „Cruise”                           | 2012   | Bro-country, country rap            | 7.01                  | [ 162 ]                                 |
| Exile                       | „Lovers Again”                     | 2007   | J-pop                               | 7                     | [ 163 ]                                 |

### 6—6,9 milioane de copii
| Artist                                  | Single                                    | Lansat | Gen                                             | Vânzări (în milioane) | Sursa                                           |
| --------------------------------------- | ----------------------------------------- | ------ | ----------------------------------------------- | --------------------- | ----------------------------------------------- |
| Maroon 5                                | „One More Night”                          | 2012   | Pop                                             | 6.9                   | [ 105 ]                                         |
| Usher feat. will.i.am                   | „OMG”                                     | 2010   | Dance-pop, synthpop                             | 6.9                   | [ 105 ]                                         |
| Beyoncé                                 | „Irreplaceable”                           | 2006   | Pop, R&B                                        | 6.7                   | [ 149 ] [ 164 ]                                 |
| Flo Rida                                | „Whistle”                                 | 2012   | Pop                                             | 6.6                   | [ 105 ]                                         |
| Taylor Swift                            | „I Knew You Were Trouble”                 | 2012   | Electropop, pop rock, dubstep                   | 6.6                   | [ 125 ] [ 165 ] [ 166 ]                         |
| Train                                   | „Hey, Soul Sister”                        | 2009   | Pop rock, folk rock                             | 6.6                   | [ 155 ]                                         |
| Flo Rida feat. Sia                      | „Wild Ones”                               | 2012   | Dance-pop, hip house                            | 6.5                   | [ 105 ]                                         |
| Bruno Mars                              | „The Lazy Song”                           | 2011   | Reggae                                          | 6.5                   | [ 116 ]                                         |
| Katy Perry feat. Kanye West             | „E.T.”                                    | 2011   | Electronic, hip hop                             | 6.5                   | [ 167 ]                                         |
| Justin Bieber feat. Ludacris            | „Baby”                                    | 2010   | Pop, R&B                                        | 6.4                   | [ 155 ]                                         |
| Foster the People                       | „Pumped Up Kicks”                         | 2010   | Indie pop, rock alternativ, neo-psychedelia     | 6.4                   | [ 168 ]                                         |
| CeeLo Green                             | „Fuck You”                                | 2010   | Soul, pop, R&B                                  | 6.4                   | [ 169 ]                                         |
| Lady Antebellum                         | „Need You Now”                            | 2009   | Country pop, country rock                       | 6.4                   | [ 170 ]                                         |
| Rihanna                                 | „Only Girl (In the World)”                | 2010   | Dance, electro, Europop, Hi-NRG, pop, rave, R&B | 6.32                  | [ 119 ] [ 120 ] [ 147 ] [ 171 ] [ 172 ] [ 173 ] |
| Nicki Minaj                             | „Super Bass”                              | 2011   | Electronic, pop, hip hop                        | 6.3                   | [ 174 ] [ 175 ]                                 |
| T.I.                                    | „Whatever You Like”                       | 2008   | Hip hop                                         | 6.3                   | [ 125 ] [ 176 ]                                 |
| Flo Rida                                | „Good Feeling”                            | 2011   | Hip house, dance-pop, electronic rock           | 6.2                   | [ 177 ] [ 178 ]                                 |
| Greeeen                                 | „Kiseki”                                  | 2008   | Pop rock                                        | 6.2                   | [ 138 ]                                         |
| Taylor Swift                            | „We Are Never Ever Getting Back Together” | 2012   | Bubblegum pop, dance-pop                        | 6.2                   | [ 179 ] [ 180 ]                                 |
| Rihanna                                 | „S&M”                                     | 2011   | Eurodance, Hi-NRG                               | 6.16                  | [ 111 ] [ 120 ] [ 147 ] [ 171 ] [ 173 ] [ 181 ] |
| Paramore                                | „crushcrushcrush”                         | 2007   | Pop punk, rock alternativ                       | 6.1                   | [ 155 ]                                         |
| A Great Big World și Christina Aguilera | „Say Something”                           | 2013   | Indie pop                                       | 6                     | [ 182 ]                                         |
| Beyoncé                                 | „Halo”                                    | 2009   | Pop                                             | 6                     | [ 125 ] [ 126 ] [ 141 ] [ 183 ]                 |
| Clean Bandit feat. Jess Glynne          | „Rather Be”                               | 2014   | Baroque pop, house, synthpop                    | 6                     | [ 184 ]                                         |
| David Guetta feat. Sia                  | „Titanium”                                | 2012   | House, pop, urban-dance                         | 6                     | [ 177 ] [ 185 ]                                 |
| The Pussycat Dolls feat. Busta Rhymes   | „Don't Cha”                               | 2005   | Dance-pop, R&B                                  | 6                     | [ 186 ]                                         |
| Jay Sean feat. Lil Wayne                | „Down”                                    | 2009   | R&B, dance-pop, electropop                      | 6                     | [ 187 ]                                         |

### 5—5,99 milioane de copii
| Artist                                                    | Single                             | Lansat | Gen                               | Vânzări (în milioane) | Sursa                           |
| --------------------------------------------------------- | ---------------------------------- | ------ | --------------------------------- | --------------------- | ------------------------------- |
| Adele                                                     | „Set Fire to the Rain”             | 2011   | Pop                               | 5,9                   | [ 188 ]                         |
| Katy Perry                                                | „Teenage Dream”                    | 2010   | Electropop, power pop             | 5,9                   | [ 125 ] [ 189 ]                 |
| T-Pain                                                    | „Buy U a Drank (Shawty Snappin')”  | 2007   | R&B, snap                         | 5.9                   | [ 146 ]                         |
| Miley Cyrus                                               | „Party in the U.S.A.”              | 2009   | Pop                               | 5,8                   | [ 190 ]                         |
| Eminem                                                    | „Not Afraid”                       | 2010   | Hip hop                           | 5,8                   | [ 119 ] [ 125 ] [ 126 ] [ 191 ] |
| fun.                                                      | „Some Nights”                      | 2012   | Indie pop, Afrobeat               | 5,8                   | [ 192 ]                         |
| Macklemore și Ryan Lewis feat. Ray Dalton                 | „Can't Hold Us”                    | 2011   | Hip hop                           | 5,8                   | [ 193 ]                         |
| Akon                                                      | „Don't Matter”                     | 2007   | Reggae fusion, R&B                | 5,7                   | [ 146 ]                         |
| Jay Z feat. Alicia Keys                                   | „Empire State of Mind”             | 2009   | Hip hop, East Coast hip hop, soul | 5,7                   | [ 194 ]                         |
| Owl City                                                  | „Fireflies”                        | 2009   | Electropop                        | 5,7                   | [ 195 ]                         |
| Katy Perry                                                | „I Kissed a Girl”                  | 2008   | Bubblegum pop                     | 5,7                   | [ 138 ]                         |
| Soulja Boy Tell'em feat. Sammie                           | „Kiss Me thru the Phone”           | 2007   | Pop-rap                           | 5,7                   | [ 118 ]                         |
| T.I. feat. Rihanna                                        | „Live Your Life”                   | 2008   | Conscious hip hop, R&B            | 5,7                   | [ 147 ] [ 196 ]                 |
| Alicia Keys                                               | „No One”                           | 2007   | R&B, soul, hip hop soul           | 5,6                   | [ 138 ]                         |
| Rihanna                                                   | „Disturbia”                        | 2008   | Dance-pop, electropop             | 5,6                   | [ 147 ] [ 171 ] [ 197 ]         |
| Usher feat. Young Jeezy                                   | „Love in This Club”                | 2008   | R&B                               | 5,6                   | [ 138 ]                         |
| Busker Busker                                             | "Cherry Blossom Ending"            | 2012   | K-pop                             | 5,58                  | [ 198 ]                         |
| Chris Brown                                               | „With You”                         | 2007   | Pop, R&B                          | 5.5                   | [ 138 ]                         |
| Eminem feat. Rihanna                                      | „The Monster”                      | 2013   | Hip hop                           | 5.5                   | [ 110 ] [ 147 ] [ 199 ]         |
| David Guetta și Kelly Rowland                             | „When Love Takes Over”             | 2009   | Dance-pop, synthpop, trance       | 5.5                   | [ 200 ]                         |
| David Guetta feat. Akon                                   | „Sexy Bitch”                       | 2009   | Electro hop                       | 5.5                   | [ 140 ] [ 177 ] [ 201 ]         |
| Britney Spears                                            | „Circus”                           | 2008   | Electropop, dance-pop             | 5.5                   | [ 118 ]                         |
| Swedish House Mafia feat. John Martin                     | „Don't You Worry Child”            | 2012   | Progressive house, EDM            | 5.5                   | [ 202 ]                         |
| Kanye West                                                | „Heartless”                        | 2008   | Pop                               | 5.5                   | [ 118 ]                         |
| Kings of Leon                                             | „Use Somebody”                     | 2008   | rock alternativ                   | 5.3                   | [ 140 ] [ 203 ] [ 204 ]         |
| IU                                                        | „You and I”                        | 2011   | K-pop                             | 5.27                  | [ 205 ]                         |
| Shop Boyz                                                 | „Party Like a Rockstar”            | 2007   | Southern hip hop, rap rock        | 5.2                   | [ 146 ]                         |
| Soulja Boy Tell 'Em                                       | „Crank That (Soulja Boy)”          | 2007   | Snap, dance-pop, pop-rap          | 5.2                   | [ 146 ]                         |
| Fergie                                                    | „Big Girls Don't Cry”              | 2007   | Adult contemporary, R&B           | 5.1                   | [ 125 ] [ 206 ]                 |
| Phillip Phillips                                          | „Home”                             | 2012   | Pop rock, folk rock               | 5.1                   | [ 207 ]                         |
| Taylor Swift                                              | „You Belong with Me”               | 2009   | Country pop, country rock         | 5.1                   | [ 180 ] [ 208 ]                 |
| Kanye West                                                | „Stronger”                         | 2007   | Hip hop                           | 5.07                  | [ 209 ]                         |
| Ashida Mana & Suzuki Fuku as Kaoru to Tomoki, Tamani Mook | „Maru Maru Mori Mori!”             | 2011   | J-pop                             | 5                     | [ 210 ]                         |
| Avicii                                                    | „Levels”                           | 2012   | Progressive house                 | 5                     | [ 109 ]                         |
| Beyoncé feat. Jay-Z                                       | „Crazy in Love”                    | 2003   | R&B, funk                         | 5                     | [ 90 ]                          |
| The Black Eyed Peas                                       | „My Humps”                         | 2005   | Pop-rap, dance                    | 5                     | [ 90 ]                          |
| Mariah Carey                                              | „We Belong Together”               | 2005   | R&B                               | 5                     | [ 90 ]                          |
| Kelly Clarkson                                            | „Stronger (What Doesn't Kill You)” | 2012   | Pop rock, dance-pop, electropop   | 5                     | [ 211 ]                         |
| Green Day                                                 | „Boulevard of Broken Dreams”       | 2004   | rock alternativ                   | 5                     | [ 90 ]                          |
| Enrique Iglesias feat. Pitbull                            | „I Like It”                        | 2010   | Electropop                        | 5                     | [ 212 ]                         |
| Katy Perry                                                | „Last Friday Night (T.G.I.F.)”     | 2011   | Pop, dance-pop                    | 5                     | [ 213 ]                         |
| Pink                                                      | „Raise Your Glass”                 | 2010   | Pop                               | 5                     | [ 214 ]                         |
| Pink                                                      | „So What”                          | 2008   | Pop rock                          | 5                     | [ 90 ]                          |
| Shakira feat. Dizzee Rascal                               | „Loca”                             | 2010   | Merengue, pop latino              | 5                     | [ 215 ]                         |
| Shakira feat. Alejandro Sanz                              | „La Tortura”                       | 2005   | pop latino, reggaeton             | 5                     | [ 90 ]                          |
| Britney Spears                                            | „Toxic”                            | 2004   | Electropop, dance-pop, bhangra    | 5                     | [ 90 ]                          |
| Britney Spears                                            | „Womanizer”                        | 2008   | Electropop, dance-pop             | 5                     | [ 90 ]                          |

## Cel mai bine vândut single în lume după an
Clasamentul celor mai bine vândute single-uri în lume după an sunt compilate de International Federation of the Phonographic Industry anual, din 2007. Aceste clasamente sunt publicate cele două rapoarte anuale ale lor, Digital Music Report și Recording Industry in Numbers.
Numărul de unități vândute include și download-uri digitale (integrale sau parțiale).
| An   | Single                 | Artist                             | Naționalitate          | Vânzări (în milioane) | Sursa   |
| ---- | ---------------------- | ---------------------------------- | ---------------------- | --------------------- | ------- |
| 2007 | „Girlfriend”           | Avril Lavigne                      | Canada                 | 7,3                   | [ 146 ] |
| 2008 | „Lollipop”             | Lil Wayne feat. Static Major       | Statele Unite          | 9,1                   | [ 138 ] |
| 2009 | „Poker Face”           | Lady Gaga                          | Statele Unite          | 9,8                   | [ 118 ] |
| 2010 | „TiK ToK”              | Kesha                              | Statele Unite          | 12,8                  | [ 155 ] |
| 2011 | „Just the Way You Are” | Bruno Mars                         | Statele Unite          | 12,5                  | [ 116 ] |
| 2012 | „Call Me Maybe”        | Carly Rae Jepsen                   | Canada                 | 12,5                  | [ 105 ] |
| 2013 | „Blurred Lines”        | Robin Thicke feat. T.I. & Pharrell | Statele Unite / Canada | 14,8                  | [ 109 ] |
| 2014 | „Happy”                | Pharrell Williams                  | Statele Unite          | 13,9                  | [ 114 ] |